# Rivula proleuca
Rivula proleuca är en fjärilsart som beskrevs av Holland 1900. Rivula proleuca ingår i släktet Rivula och familjen nattflyn. Inga underarter finns listade.